# Werkbahn Ruotsinpyhtä
| Lokomotive im Museum                                                                    |                     |               |               |
| Streckenlänge:                                                                          | 5 km                |               |               |
| Spurweite:                                                                              | 750 mm (Schmalspur) |               |               |
|                                                                                         |                     |               |               |
| \| \| 0 \| Markkinamäki \| Markkinamäki \| \| \| 5 \| Ruotsinpyhtää \| Ruotsinpyhtää \| |                     |               |               |
| Betriebsstelle Streckenanfang (Strecke außer Betrieb)                                   | 0                   | Markkinamäki  | Markkinamäki  |
| Betriebsstelle Streckenende (Strecke außer Betrieb)                                     | 5                   | Ruotsinpyhtää | Ruotsinpyhtää |

Die Werkbahn Ruotsinpyhtä war eine fünf Kilometer lange finnische Schmalspurbahn mit einer Spurweite von 750 mm. Sie war zwischen 1905 und 1955 in Itä-Uusimaa zwischen Ruukki in Ruotsinpyhtää (schwedisch Strömfors) und Markkinamäki in Betrieb. Markkinamäki war die Verladestelle für Holz und die Schmalspurbahn  führte von dort zum Sägewerk in Strömfors.

## Museumslokomotive
Die Gesellschaft hatte nur eine Tenderlokomotive (Krauss 5296/1905, B 1'), die heute im Museum von Ruukki steht. Eingesetzt wurden nur offene Güterwagen. 1944 fand eine Besichtigung statt, ob die Anlagen für Reparationsleistungen durch den Zweiten Weltkrieg herangezogen werden können, was aber aufgrund ihres Alters nicht geschah. Es gab keine Drehscheibe oder Dreiecksgleis, so dass die Lokomotive immer rückwärts vom Ufer zur Fabrik fuhr.
Die Lokomotive ist in einwandfreiem Zustand, lediglich die Ventilsteuerung wurde ausgebaut, als die Lokomotive nach Einsatzende einige Jahre als Heizkessel für ein Gewächshaus genutzt wurde.
Die Lokomotive ist die einzige erhaltene Schmalspurlokomotive in Finnland mit einem Elevator, der eine Wasserentnahme aus einer externen Wasserquelle, einem Graben oder einem See ohne fremde Hilfe ermöglicht.